# Colne
Colne è una cittadina di 20.118 abitanti del Lancashire, in Inghilterra.